# 감태준
감태준(甘泰俊, 1947년 12월 17일~)은 대한민국의 시인이다. 1972년 등단 후 꾸준한 작품 활동을 하였다.

## 생애
1947년, 경남 마산에서 태어났다. 1972년 ≪월간문학≫에 ＜내력＞으로 등단했다. 1978년 시집 ≪몸 바뀐 사람들≫을 발간했다
≪현대문학≫ 편집장 및 주간, 중앙대 예술대학장을 지냈다.

## 수상
- 1982/ 제2회 녹원문학상 수상
- 1986/ 한국시인협회상 수상
- 1988/ 제4회 윤동주문학상 수상
- 1991/ 제25회 한국잡지언론상 수상

## 주요 저서
- 시집 ≪몸 바뀐 사람들≫(일지사, 1978)
- 시집 ≪70년대 젊은 시인들(공저)≫(문학세계사, 1981)
- 시집 ≪마음이 불어 가는 쪽≫(현대문학사, 1987)
- 시집 ≪마음의 집 한 채≫(미래사, 1991)
- 논저 ≪이용악 시 연구≫(문학세계사, 1991)
- 편저 ≪한국 현대 시 감상≫(혜원출판사, 1986)